# Hyperkrinie
Hyperkrinie (v. altgriech. ὑπέρ- [h]ypér- „über-“ und κρίνειν [krinein] „absondern“) bezeichnet eine in der Menge abnormale Produktion eines Drüsensekrets. Insbesondere wird der Begriff in Bezug auf Sekretionsstörungen der bronchialen Schleimdrüsen verwendet, etwa bei Asthma bronchiale.
Bei einer veränderten Schleimzusammensetzung spricht man von Dyskrinie.